# Ски-центри у Србији
Ски-центри у Србији представљају значајна туристичких места уређена и организована на начин да омогуће безбедно и квалитетно пружање услуга и задовољавање туристичких, превасходно рекреативних потреба туриста. Како се скијалишта разликују од других туристичких места, како по веома специфичној функцији, тако и по још специфичнијој физиономији, неопходно је дефинисати скијалишта и на тај начин их појмовно одредити. Туристичка скијалишта представљају уређену јавну површину, погодну за организовање скијања и специјализованих зимских спортских активности са објектима, уређајима и опремом чије је коришћење односно изградња од општег интереса. Јавно скијалиште се може користити за обављање делатности и пружање услуга на скијалишту, под условима једнаким за све кориснике. Јавним скијалиштима, као и другим посебно уређеним површинама, намењеним за скијање и специјализоване зимске спортске активности управља скијашки центар.
Природне лепоте српских планина нарочито долазе до изражаја током зиме када снег падне. Љубитељи спортова на снегу сваке године током зимских месеци уживају на неком од уређених скијалишта у Србији. Србија је земља у којој ски.центри имају дугу традицију. Сваки од њих на посебан, свој начин задовољава свачије укусе. Места има за оне који желе да скијају, уживају у ноћном проводу, свежем ваздуху, али и за оне који су љубитељи „дивље” природе или оне који само траже бег из градске вреве у мирно планинско окружење. Међу најпознатије ски-центре у Србији спадају: Копаоник, Тара, Златибор, Гоч, Стара планина, Брезовица, Златар и Црни Врх.

## Ски-центар Копаоник
Копаоник је највећи и најпознатији ски-центар у Србији који има одлично припремљене стазе како за почетнике, тако и за скијаше врхунских способности. Дивни и питоми Копаоник спада у скупину Динарских планина. Копаоник је био и остао најомиљенији и најпосећенији ски-центар у Србији, а уједно важи за највећи и најлуксузнији. Због својих природних богатстава познат је и под именом „Сребрна планина“. Ски-центар Копаоник је прилагођен љубитељима алпског, али и нордијског скијања.
Копаоник је 1981. године проглашен за национални парк и постао члан Европске федерације националних паркова Еуропарк. Његов највиши врх је Панчићев врх са 2.017m надморске висине. Највећи број туристичких и инфраструктурних објеката се налази на подручју Равног Копаоника. Нешто мањи туристички комплекс се налази покрај села Брзеће. Прва жичара на Копаонику је подигнута 1964. године. Ски-стазе и жичаре нису удаљене од хотелског смештаја што олакшава функционисање туристима.
Снег на Копаонику углавном траје од новембра до априла месеца. Копаоник има 24 ски-лифтова и гондола и скијашке стазе за све категорије, дуге око 60 km (20 km стаза за нордијско и 40 km за алпско скијање), а капацитет жичара и ски-лифтова је више од 28.000 скијаша на сат. За најмлађе скијаше и почетнике, обезбеђен је простор „ски вртића“ са покретном траком и карусел, а за љубитеље ноћног скијања у центру скијалишта осветљена је стаза “Мало Језеро”. Системом за вештачко оснежавање покривено је 97% скијалишта, а посетиоци имају на располагању и богату понуду за бављење другим зимским спортовима, као и уживању у традиционалној кухињи у многобројим ресторанима на Копаонику. На Копаонику се можете скијати и дању и ноћу. Од 2013. године постоје боб-стазе, а можете се такође бавити и сноубордом. Квалитет снега и могућност прекривања стаза вештачким снегом чине Копаоник идеалним скијалиштем које брзо привлачи све више туриста.
Осветљена стаза "Мало језеро" за ноћно скијање и сноуборд парк је веома значајна стаза.
Стаза Сунчана долина води од хотела Путник према Крсту. Од поднева је обасјана сунцем због свог положаја, али због тога ова стаза прва подлеже топљењу снега.
Стаза Суво рудиште протеже се крајњом западном страном скијалишта. Идеална је за почетнике у спусту. На дну стазе код "крста" можете застати ради одмора и сунчања, или у континуитету наставити скијање низ Сунчану долину.
Панчићев врх – жичара, постављена на месту и траси најстарије жичаре једноседа на Копаонику. Траса почиње са врха Суво Рудиште и спушта се до централне заравни испред већине копаоничких хотела. Грана се на три трасе које су заштићене шумом и спуштају се према туристичком центру.
Дубока I - стаза креће са врха Суво Рудиште и чине је две стазе, лева, нешто лакша и дужа, популарно звана "црвена Дубока" и десна, тежа, "црна Дубока". Обе стазе се спајају у једну при самом дну. Већина такмичења одржава се на овој стази тј. на њеном тежем црном делу .
Стаза Марине воде налази се на источној страни и спушта се са врха Вучак према Мариним водама.
Стаза Гобеља гребен са чијег се врха отвара леп поглед на Жупу и Топлицу. Постоје две стазе, једна уз саму жичару и друга стаза која се одваја десно.
Бела река II - пада у веома тешке стазе и препоручује се искључиво добрим скијашима. Скијање овом стазом представља незабораван ужитак, како због саме стазе, тако и због предивног погледа на јужну Србију. Бела река II се наставља на Белу Реку I којом се стиже до самог Брзећа.
Леденица - стаза са чијег се врха Леденица десно се после благе узбрдице стиже до излазне станице Беле реке II, а ако се на половини пута према Белој Реци II скрене десно стиже се пречицом до подножја Кнежевских бара.
Црвене баре је стаза за нордијске дисциплине. Црвене баре се налазе на равном делу Копаоника, у шумовитим пределима, обраслим јеловом и смрчевом шумом. Правцем северозапада, од Панчићевог врха Сувог рудишта и самог Туристичког центра Копаоник, просечене су и уређене стазе за нордијске дисциплине тј. Ланг лауф које се налазе преко пута Конака између 1.788 и 1.713m надморске висине, што представља идеалне услове за ову врсту такмичења (биатлон, триатлон ). Стазе су уређене и обележене у дужинама од 3, 5 и 10 km, што значи да их могу користити како рекреативци тако и врхунски такмичари који се баве овим спортом.
До Копаника може се стићи на више начина. Путеви који воде до Копаоника су асфалтирани и одржавају се проходним за време зиме. Критично услед превеликих наноса снега уме да буде код села Брзеће, на превоју Јарам. Београд је од Копаоника удаљен 260 km уколико се путује преко Краљева и Јошаничке бање Ибарском магистралом. Нешто је дужи пут 290 km уколико се путује преко Крагујевца ауто-путем. Уколико се путује преко Појата, Крушевца, Бруса и Брзећа, дужина пута износи 279 km. Од Ниша је од Копаоника удаљен 118 km.

## Ски-центар Стара планина
Природни бисер на истоку Балкана – Стара планина, позната је и под именом Балкан. Већи део Старе планине се налази у Бугарској, а мањи у Србији. У околини Књажевца се налази најпосећеније скијалиште Старе планине, уједно и врх на висини 1.758m – Бабин зуб. Бабин зуб је најмлађе скијалиште у Србији, али од самог почетка препознато и оцењено као одлично од стране професионалних скијаша. Стару планину одликује нетакнута природа у коју је немогуће не заљубити се на први поглед. Предност Старе планине лежи и у чињеници да се није претворила у комерцијални туристички комплекс као што је случај са Копаоником и Златибором. Снег на Бабином зубу траје око пет месеци, углавном од новембра до марта месеца. Предност ски-центра Бабин зуб је поседовање система за вештачко оснежавање.
Разликују се четири локације на Бабином зубу које садрже ски-стазе. То су Коњарник, Сунчана долина, Јабучко равниште и Маркова ливада. Маркова ливада је прилагођена и за ноћно скијање. Капацитет система жичара и лифта на Коњарнику је 1.400 скијаша на сат, а Сунчана долина 1.200 скијаша на сат. 2012. године је пуштена у промет гондола Јабучко равниште са истоимене локације која се креће ка врху Рудине. Кабина гондоле садржи осам седишта. Ради се иначе о првој гондоли у Србији. Локација Маркова ливада је у знаку лаке стазе за децу и скијаше почетнике. Ту се налази ски-лифт за бебе. За професионалце су стрме стазе Коњарник и Сунчана долина. Горњи део стаза је нешто стрмији од доњег дела.
Југозападно од “Бабиног зуба” налази се Миџор највиши планински врх у земљи, а на овој планини такође се налази и прва гондола у Србији. Више од 13 km одлично уређених стаза, различитих тежина, припремљене су за скијаше свих категорија. За љубитеље екстремнијих спортова, Стара планина има и стазу за слободну вожњу, а изграђен је и систем за вештачко оснежавање.
Стара планина је удаљена 330 km од Београда, 70 km од Ниша, 100 km од Зајечара и 50 km од Књажевца. До Старе планине се нешто теже стиже него до Копаоника и Златибора. Уколико из Ниша крећете на Стару планину, најбржи и најбољи пут је преко Сврљига и Књажевца. Пут је дугачак 110 km и редовно се одржава. Они који не гледају на сат јер воле да уживају у природним лепотама Србије док се возе, до Старе планине могу доћи преко Параћина, Зајечара и Књажевца. Без обзира из ког правца долазите, успон на планину почиње код села Кална одакле се путем возите ка Бабином зубу.

## Ски-центар Златибор
Планина пространих пропланака и бујних пашњака Златибор спада у Динарске планине. Планина Златибор се налази на 238-ом km магистралног пута Београд-Црногорско приморје, а преко њега такође пролази и чувена пруга Београд-Бар. Најближи град је Ужице, а административни центар варош Чајетина. Златибор је познат и по развијеном етно-туризму. Златибор се налази на граници са Босном и Херцеговином и карактерише га 2.000 сунчаних сати годишње. Снег је на Златибору присутан од октобра до маја месеца. Највиши врх Златибора је Торник са 1.496m надморске висине. Торник се уједно назива и највеће скијалиште за алпско скијање на Златибору. Друго скијалиште је Обудојевића, а за нордијско скијање је задужена зона Тић поље.
Ски-центар Торник је 9 km удаљен од туристичког насеља Златибор. Само насеље Златибор је познато по врхунски опремљеним хотелима и апартманима, али и по бурном ноћном животу. Постоје четири ски-стазе – Торник, Чигота, Рибница и Змајевац. Ове четири стазе су покривене системом за вештачко оснеживање тако да бављење зимским спортовима не зависи само од временских прилика. Рибница спада у лаке стазе, Змајевац у тешке, а Чигота и Торник у средње лаке стазе. Стазе су одлично повезане системом жичара и ски-лифтова, капацитета 5.400 скијаша на сат.
Златибор је одличан избор за ски одмор и рекреацију зими. Представља мали ски-центар, али нуди све модерне погодности. За почетнике и децу је идеално место блага стаза на падини Обудовица, на којој се налази ски лифт дужине 250m.

## Ски-центар Тара
Тара, планинска лепотица смештена у западном делу Србије, једна је од најпосећенијих ски-центара у нашој земљи. Захваљујући магичној природи, чистом ваздуху и уређеним стазама, Тара је идеално место за уживање у зимским спортским активностима, одмору и обиласку живописне околине. Највиши врх ове планине је Козији рид са 1.591m, а најквалитетнији скијашки терени смештени су у рејону Предовог крста.
У ски-центру је изграђен систем за вештачко оснежавање, тако да посетиоци могу да уживају у скијању и упркос недостатка природног снега. У плану је изградња система жичара и ски стаза, смештајних капацитета као и друге инфраструктуре, како би ова планинска лепотица постала један од највећих и најзначајнијих скијашких центара у Србији, посебно намењен љубитељима скијашких спортова и квалитетног скијања у окружењу неизмерне лепоте и нетакнуте природе. Најквалитетнији скијашки терени су у рејону Предовог крста, са висинском разликом од 500m. Дужина стазе је од 3 до 5 km. Рељеф Таре има погодна рекреативна својства, јер мали нагиби погодују шетњи, јахању, различитим спортским играма, коришћењу трим стазе и слично. На Тари је обележено 18 планинарских стаза са укупном дужином од 120 km. За коришћење ових стаза препоручује се коришћење планинарских мапа до којих се може доћи на информативним пунктовима у парку.
Посебну атракцију ове планине и Националног парка, представља узбудљиво ноћно скијање. За многобројне посетиоце јединствен адреналински ужитак је спуст осветљеном стазом, док звезде обасјавају небо над Таром. Било да сте љубитељ дневног или ноћног скијања – добар провод, непоновљиво искуство и позитивни утисци из овог планинског центра су загарантовани.

## Ски-центар Гоч
Гоч, планина са благом климом, богатим природним и културним богатствима и лепо уређеним ски стазама, чини савршене услове за рекреацију и опуштање. У туристичком центру „Добре воде“ налазе се две ски стазе за почетнике и децу, а у близини је стационирана жичара и још једна ски стаза чији је горњи део намењен почетницима, а доњи, стрмији, за скијаше рекреативце. На Гочу постоји и пет стаза за смучарско трчање различитих дужина и нагиба, а у понуди је и мања 30-метарска скакаоница, идеална за обуку и тренинг скијаша скакача. Ову планину превасходно посећују родитељи са децом, рекреативни скијаши и људи који желе миран одмор у природи. Близина Врњачке Бање, бројни терени за спортове и културно-историјски споменици, чине је атрактивном дестинацијом током целе године.
Ски стаза Гоч привлачи велики број љубитеља зимских спортова којима конфигурација терена и дужина стазе и те како прија. Смештена је на планини Гоч, која је саставни део севернокопаоничких планина, на удаљености од око 11 km од Врњачке Бање, која представља најпознатије бањско лечилиште у Србији. Ски стаза на Гочу, употпуњује туристичку понуду Врњачке Бање и чини је привлачном за туристе током целе године. До стазе се долази асфалтираним и обележеним путем. Ски стаза је дугачка 520m са успоном око 30 степени. Стаза је осветљена, чиме су створену услови на ноћно скијање, што представља посебну атракцију за посетиоце. Љубитељи скијања на врх скијашке стазе долазе помоћу погонско затезне станице која је постављена на надморској висини од 1.000m, капацитета 1.195 скијаша на сат. Поред тога, на ски стази Гоч у Врњачкој Бањи постоји и беби ски лифт, који је намењен деци и неискусним скијашима. На овом месту посетиоци могу користити услуге инструктора скијања. Поред ски стазе се налазе угоститељски објекти у којима нуде широк асортиман пића, а сам ски-центар поседује и смештајне капацитете.

## Ски-центар Црни Врх
Ски-центар Црни Врх налази се на око 30 km удаљености од Бора. Планина је добро повезан асфалтним путем Бор-Жагубица са већином крајева Србије и суседних земаља. Овде се налазе најквалитетније букове шуме у земљи, а можда и у Европи. Пријатна клима, са стимулативним деловањем, бујно зеленило у летњим месецима, и дубоки снежни покривач који се задржава и до краја маја месеца, чине ову планину атрактвином током целе године. На планини постоји ски - стаза са ски лифтом дужине 1.050m са капацитетом од 100 скијаша на 5 минута, што је један од најбржих ски-лифтова у Србији.

## Ски-центар Дивчибаре
Дивчибаре је једно од најатрактивнијих зимских и летњих дестинација у Србији. Важи за место за одмор у правом смислу речи. Дивчибаре је и ваздушна бања. Међутим, време када Дивчибаре постаје у правом смислу посећено, је зима. Снежни покривач на овом делу планине Маљен нуди љубитељима скијања и осталих зимских спортова стазе дужине од 300 до 800m. Дивчибаре поседује спортске терене, тениски терен и терен за мини голф, а ту су и бројне обележене стазе за шетњу и простори за фитнес.
Најдужа стаза на Дивчибарима је дуга 800m и налази се на падини Црног врха. Стаза је уједно и осветљена, те нуди одлично скијање и ноћу. На њој се налази и ски лифт дужине 600m, са висинском разликом од 100m. Постоје још три мање ски стазе од по 300 метара. Код одмаралишта “Младост” се налази дечји ски лифт. Читава територија Дивчибара је посебно погодна за скијашко трчање.

## Ски-центар Брезовица
Ски-центар Брезовица познати туристички центар на северозападној страни планине Шаре јединствен је спортско рекреативни комплекс на надморској висини од 900 до 2.500m. Удаљен је око 60 km од Приштине и исто толико од аеродрома у Скопљу, од Солуна 303 km, од Софије (преко Ниша) око 355 km а од Београда 400 km.
Својом изразито алпском природом и високопланиским амбијентом непосредна околина Брезовице подсећа на најпознатије европске туристичке центре. Столетне шуме, раскошне ливаде и бескрајни пашњаци препуни су планинским цвећем, лековитим биљем, ретким врстама дивљачи. У највишим деловима влада права алпска клима, тако да се снег задржава и до 280 дана. Није редак случај да се у току једног те истог дана могу доживети сва четири годишња доба, те се и током јула и августа највиши делови Шаре покривени снежним прекривачем. Повољни климатски услови представљају идеалну средину за зимски, спортски и рекреативни туризам, тако да посетилаца има током целе године.
Ски-центар је опремљен са 5 ски-лифтова, 5 жичара и 3 машине за табање снега и припрему стаза. Инсталирани капацитет жичара И ски-лифтова је превоз 10.000 скијаша на сат и током 90-тих година коришћен је са 80% инсталираног капацитета. Површина уређеног скијалишта износи 230ha, са могућношћу лаког инсталирања вештачког оснежавања ски-стаза. Најдужа стаза је 3.500m. Капацитет скијалишта је 10.000.

## Ски-центар Златар
Планина Златар спада у целину Старовлашко-рашких планина, простире се између река Лима, Увца, Милешевке и Бистрице. Највиши врх је Голо брдо са 1627 метара надморске висине. Густе шуме, мирисне ливаде и пропланци, живописна села, умерена клима чине је једном од најлепших планина у Србији и значајно туричком регијом погодном за све врсте туризма (сеоски, спортско-рекреативни, здравствено-лечилишни, излетнички, екскурзивни, ловни и риболовни).
Због својих природних одлика и лековитих својстава ваздуха (специфичног укрштања три ваздушне струје) Златар је 2006. године уредбом владе Србије проглашен ваздушном бањом. На једном од његових висова налази се и специјална болница "Завод за превенцију, лечење и рехабилитацију кардио-васкуларних обољења и артеријског крвног притиска". Поред срчаних болесника, овде се лече и оболели од анемије, хипертезије и бронхитиса. Његове благе падине пружају изврсне услове за зимске спортове. Гостима су у зимском периоду на располагању три ски стазе. Ски стаза код хотела Панорама од 800m са ски лифтом дужине 420m, стаза "Бријежђа" од 1.000m са жичаром четвороседешницом и дечија стаза код хотела "Центар", уз могућност изнајмљивања ски опреме и часова скијања, а током лета трим стазе, спортски терени и дечије игралиште.
Десет километара од Нове Вароши на Златару се налази и специјални резерват природе "Увац". Златар није познат само по природним лепотама него и по културно-историјским знаменитостима. У близни се налази манастир Милешева код Пријепоља, манастир Давидовица у Бродареву, манастир Бања у Прибоју, цркве брвнаре у селу Кућани и Радијевићи и манастир Дубница у Божетићима.